# چندزن‌شوهری
چندزن‌شوهری یا چندزن‌چندشوهری (به انگلیسی: Polygynandry) یک سیستم جفت‌گیری است که در آن هم نر و هم ماده چندین شریک جفت‌گیری در طول یک فصل تولیدمثل دارند. در تولیدمثل جنسی جانوران دیپلوئید، راهبردهای جفت‌گیری متفاوتی توسط نر و ماده به کار گرفته می‌شود، زیرا هزینه تولید گامت برای نرها کمتر از ماده‌ها است. تصور می‌شود که تاکتیک‌های مختلف جفت‌گیری که توسط نرها و ماده‌ها استفاده می‌شود، نتیجه درگیری‌های تولیدمثلی تصادفی هم از نظر بوم‌شناختی و هم از نظر اجتماعی است.
چندزن‌شوهری روش دیگری برای توصیف سیستم جفت‌گیری چندهمسر با چند نر و چند ماده است. زمانی که ماده‌ها دارای چندین شریک جفت‌گیری باشند، به آن چندشوهری و زمانی که نرها دارای چندین شریک جفت‌گیری باشند، به عنوان چندزنی شناخته می‌شود. هر جنس دارای مزایای بالقوه در بی‌بندوباری است. ماده‌ها، به‌ویژه آنهایی که شرکای اجتماعی ژنتیکی پایین‌تری دارند، این شانس را دارند که کیفیت ژنتیکی فرزندان خود را افزایش دهند، در حالی که نرها می‌توانند تخم‌های بسیاری از جفت‌های دیگر را بارور کنند. اساساً، رفتار ایده‌آل جفت‌گیری برای نرها این است که به جای تک‌همسری (زمانی که تنها یک شریک جفت‌گیری دارند)، بی‌بندوبار باشند، زیرا این کار سبب تولید چندین فرزند می‌شود و این نرها شریک‌های زن خود را با جلوگیری فیزیکی از جفت‌گیری با دیگر نرها در انحصار خود درمی‌آورند. از سوی دیگر، ماده‌ها از طریق چندشوهری سود می‌برند، زیرا فرزندان بیشتری دارند.